# Kathleen Gough
Eleanor Kathleen Gough Aberle (geb. 16. August 1925 in Hunsingore, Yorkshire, England; gest. 8. September 1990 in Vancouver, British Columbia, Kanada) war eine britische Anthropologin und Feministin, die für ihre Arbeiten über Südasien und Südostasien bekannt war. Als Teil ihrer Doktorarbeit unternahm sie 1947 bis 1949 Feldstudien in Malabar, Indien. Weitere Studien folgten 1950 bis 1953 und 1976 in Tanjore, Indien und 1976 und 1982 in Vietnam. Einige ihrer Arbeiten schließen Kampagnen für nukleare Abrüstung, Bürgerrechte, Frauenrechte, die Dritte Welt und das Ende des Vietnamkrieges ein. Aufgrund ihrer marxistischen Tendenzen stand sie auf der Beobachtungsliste des FBI.

## Leben
Kathleen Gough wurde 1925 in Hunsingore, einem Dorf bei Wetherby in Yorkshire, England geboren, das damals etwa 100 Einwohner, keine Elektrizität und keine verrohrte Wasserversorgung hatte. Ihr Vater Albert Gough war ein Schmied, der mit der Einführung von Landwirtschaftsmaschinen zu tun hatte und von dem US-amerikanischen Anthropologen David Price als radikaler Vertreter der Arbeiterklasse (englisch working-class radical) bezeichnet wurde.
Kathleen Gough wurde an der kirchlichen Schule in Hunsingore unterrichtet, wo sie ein Stipendium für die King James’s Grammar School, Knaresborough erhielt. 1943 ging sie zum Girton College in Cambridge. Sie brillierte am Girton in Anthropologie und schloss eine Postgraduiertenforschung an. Sie erhielt ihren Ph.D. 1950 am Girton College. Während dieser Forschung heiratete Gough im Juli 1947 ihren Kommilitonen Eric John Miller. Das Paar unternahm anthropologische Feldforschung in Kerala, Indien, wo Gough bis zu dessen Pensionierung von dem altmodischen John Henry Hutton betreut wurde. Danach wurde der moderner denkende Meyer Fortes ihr Betreuer. Gough und Miller fanden, dass ihre Ehe durch die Feldforschung belastet wurde und entschlossen sich 1950 einhellig, sich scheiden zu lassen. Sie schloss im selben Jahr ihre Dissertation in Anthropologie an der Cambridge University ab und kehrte allein nach Indien zurück, um weitere Feldforschung zu betreiben.
1955 heiratete Kathleen Gough ihren Anthropologiekollegen David Aberle. 1990 starb sie in Vancouver nach viermonatigen Krankheit an Krebs und wurde auf dem Capilano View Friedhof beigesetzt.

## Karriere
Goughs Forschung in Indien erfolgte 1947 bis 1949 vor allem im Distrikt Malabar und 1950 bis 1953 im Distrikt Tanjore. Sie veröffentlichte in den 1950ern fünf wissenschaftliche Artikel. Mehr als die Hälfte ihrer Arbeit wurde 1961 als Matrilineal Kinship (deutsch: Matrilineare Sippen) veröffentlicht.

“Her analysis is a brilliant example of the structural-functionalist anthropology associated with Britain in her day, and everyone since has begun from her explanations of matriliny or marumukatayam as descent through the female line. (…) The debates that raged about matriliny, marriage ceremonies, hypergamy, and polyandry after these definitive studies were complex.”

„Ihre Analyse ist ein brillantes Beispiel der struktural-funktionalistischen Anthropologie, die mit dem Britannien ihrer Zeit assoziiert wird. Und seither hat jeder mit ihren Erklärungen von Matrilinearität oder marumukatayam als Abstammung durch die weibliche Linie begonnen. (…) Die Debatten, die nach diesen maßgeblichen Studien um Matrilinearität, Heiratszeremonien, Hypergamie und Polyandrie wüteten, waren komplex.“

Gough kehrte 1976 nach Indien zurück. Nach diesem Besuch wurde der größte Teil ihrer Forschungsarbeit veröffentlicht. Im selben Jahr besuchte sie Vietnam, wohin sie 1982 erneut reiste.
Kathleen Gough war von 1961 bis 1963 Dozentin an der Brandeis University, 1963 bis 1967 an der University of Oregon und 1967 bis 1970 an der Simon Fraser University. Von 1947 bis zu ihrem Tod 1990 arbeitete sie als Honorarforschungsmitarbeiterin an der University of British Columbia. Gough unterrichtete und forschte auch an der Harvard University, Manchester University, Berkeley University, University of Michigan, Wayne State University und der Toronto University.

## Politik
Gough war Marxistin, weshalb sie mit verschiedenen Universitätsverwaltungen aufgrund ihrer politisch linken Ansichten Probleme bekam. Sie unterstützte Kuba während der Kubakrise und verurteilte unverblümt jegliche Polizeibrutalität. Deswegen wurden die meisten vereinbarten Reisen während ihrer Dozentinnenkarriere abgesagt. Mehr noch – Goughs Mitgliedschaft in der Johnson-Forest Tendency und ihre Arbeit für Bürgerrechte und gegen den Vietnamkrieg weckten das Interesse der bundespolizeilichen Ermittlungsbehörde des US-Justiz-Ministeriums FBI, das sie und ihren Ehemann auf deren Beobachtungsliste setzten. Zudem war Gough von 1961 bis 1963 in Friedensbewegungen auf dem Brandeis Campus aktiv.
Gough unterstützte Wohlfahrt für die niedrigen Kasten in Indien, und hoffte, ihnen die Prinzipien des Kommunismus näher bringen zu können. Sie wandte sich heftig gegen die oberen Kasten, die im Allgemeinen rechte Politiker und Anti-Marxisten unterstützten.

## Werke
Zu Kathleen Goughs wichtigeren Werken gehören Ten More Beautiful: The Rebuilding of Vietnam (1978), Rural Society in Southeast India (1981), Rural Change in Southeast India, 1950s–1980s (1989) und Political Economy in Vietnam (1990).
- The Traditional Kinship System of the Nayars of Malabar. Harvard University, 1954.
- Cult of the dead among the Nayars. 1958.
- Anthropology and Imperialism. Radical Education Project, 1960.
- Nayar:Central Kerala. University of California Press, 1961.
- als Hrsg. mit D. M. Schneider: Matrilineal Kinship. University of California, Berkeley 1961.
- The Decline of the State and the Coming of World Society. An Optimist’s View of the Future. Correspondence Publishing Company, 1962.
- Female Initiation Rites on the Malabar Coast. 1965.
- Literacy in Traditional Societies. University Press, 1968.
- Caste in a Tanjore Village. Department of Archaeology and Anthropology at the University Press, 1969.
- The Struggle at Simon Fraser University. Thurston Taylor, 1970.
- Imperialism and Revolution in South Asia. Monthly Review Press, 1973, ISBN 0-85345-273-3.
- The Origin of the Family. New Hogtown Press, 1973.
- Class developments in South India. Centre for Developing-Area Studies, McGill University, 1975.
- Ten times more beautiful: The Rebuilding of Vietnam. Monthly Review Press, 1978, ISBN 0-85345-464-7.
- Dravidian Kinship and Modes of Production. Indian Council of Social Science Research, 1978.
- Rural Society in Southeast India. Cambridge University Press, 2009, ISBN 978-0-521-04019-8, doi:10.1017/CBO9780511557606 (Erstausgabe:  1981).
- Southeast Asia. Facing the Challenge of Socialist Construction. Synthesis Publications, 1986.
- Rural Change in Southeast India. 1950s to 1980s. Oxford University Press, 1989, ISBN 0-19-562276-6.
- Political Economy in Vietnam. Folklore Institute, 1990.
- Class and Power in a Punjabi Village (Introduction). Monthly Review Press, New York 1977, ISBN 0-85345-385-3.
- Women in Asia. WIRE, New York, NY, OCLC 27419488.